# Zapasy na Letnich Igrzyskach Olimpijskich 1928 – waga piórkowa mężczyzn w stylu klasycznym
Rywalizacja w wadze do 62 kg w zapasach w stylu klasycznym na Letnich Igrzyskach Olimpijskich 1928 została rozegrana w dniach 2 - 5 sierpnia. 
W zawodach wzięło udział 20 zawodników.

## Format zawodów
Punktacja opierała się na zasadzie „złych punktów karnych”. Zawodnik za wygranie walki przez położenie na łopatki przeciwnika otrzymywał 0 punktów a 1 punkt za zwycięstwo ogłoszone decyzją sędziów. Za przegraną zawodnik otrzymywał 3 punkty. Uzyskanie 5 lub więcej punktów skutkowało wyeliminowaniem zawodnika z zawodów.

## Wyniki

### Runda pierwsza
| Punkty karne | Zwycięzca            | Wynik                | Przegrany            | Punkty karne |
| ------------ | -------------------- | -------------------- | -------------------- | ------------ |
| 0            | Saim Arıkan          | położenie na łopatki | Iso Milovančev       | 3            |
| 0            | Károly Kárpáti       | położenie na łopatki | Ali Kamil            | 3            |
| 1            | Voldemar Väli        | decyzja sędziów      | Ludwig Schlanger     | 3            |
| 1            | František Kratochvíl | decyzja sędziów      | Martin Egeberg       | 3            |
| 1            | Jaak Dillen          | decyzja sędziów      | Aage Meyer           | 3            |
| 0            | Ernst Steinig        | położenie na łopatki | Leon Mazurek         | 3            |
| 0            | Ricardo Rey          | położenie na łopatki | Isidor Bieri         | 3            |
| 0            | Erik Malmberg        | położenie na łopatki | Roger Mollet         | 3            |
| 0            | Aleksanteri Toivola  | położenie na łopatki | Johannes Nolten, Jr. | 3            |
| 0            | Gerolamo Quaglia     | położenie na łopatki | Benjamin Araújo      | 3            |

### Runda druga
| Punkty karne | Zwycięzca           | Wynik                | Przegrany            | Punkty karne |
| ------------ | ------------------- | -------------------- | -------------------- | ------------ |
| 3            | Ali Kamil           | położenie na łopatki | Saim Arıkan          | 3            |
| 0            | Károly Kárpáti      | położenie na łopatki | Ludwig Schlanger     | 6            |
| 1            | Voldemar Väli       | położenie na łopatki | František Kratochvíl | 4            |
| 2            | Jaak Dillen         | decyzja sędziów      | Martin Egeberg       | 6            |
| 3            | Aage Meyer          | położenie na łopatki | Leon Mazurek         | 6            |
| 0            | Ernst Steinig       | położenie na łopatki | Ricardo Rey          | 6            |
| 0            | Erik Malmberg       | położenie na łopatki | Isidor Bieri         | 6            |
| 0            | Aleksanteri Toivola | położenie na łopatki | Roger Mollet         | 6            |
| 0            | Gerolamo Quaglia    | położenie na łopatki | Johannes Nolten, Jr. | 6            |
| 3            | Benjamin Araújo     | wolny los            | bye                  | bye          |

### Runda trzecia
| Punkty karne | Zwycięzca        | Wynik                | Przegrany            | Punkty karne |
| ------------ | ---------------- | -------------------- | -------------------- | ------------ |
| 3            | Saim Arıkan      | położenie na łopatki | Benjamin Araújo      | 6            |
| 1            | Voldemar Väli    | położenie na łopatki | Ali Kamil            | 6            |
| 1            | Erik Malmberg    | decyzja sędziów      | Aleksanteri Toivola  | 3            |
| 1            | Károly Kárpáti   | decyzja sędziów      | František Kratochvíl | 7            |
| 1            | Ernst Steinig    | decyzja sędziów      | Jaak Dillen          | 5            |
| 3            | Aage Meyer       | położenie na łopatki | Ricardo Rey          | 6            |
| 0            | Gerolamo Quaglia | wolny los            | bye                  | bye          |

### Runda czwarta
| Punkty karne | Zwycięzca        | Wynik                | Przegrany           | Punkty karne |
| ------------ | ---------------- | -------------------- | ------------------- | ------------ |
| 0            | Gerolamo Quaglia | położenie na łopatki | Saim Arıkan         | 6            |
| 1            | Voldemar Väli    | położenie na łopatki | Károly Kárpáti      | 4            |
| 2            | Erik Malmberg    | decyzja sędziów      | Aage Meyer          | 6            |
| 2            | Ernst Steinig    | decyzja sędziów      | Aleksanteri Toivola | 6            |

### Runda piąta
| Punkty karne | Zwycięzca      | Wynik                | Przegrany        | Punkty karne |
| ------------ | -------------- | -------------------- | ---------------- | ------------ |
| 5            | Károly Kárpáti | decyzja sędziów      | Gerolamo Quaglia | 3            |
| 1            | Voldemar Väli  | położenie na łopatki | Ernst Steinig    | 5            |
| 2            | Erik Malmberg  | wolny los            | bye              | bye          |

### Runda szósta
| Punkty karne | Zwycięzca     | Wynik                | Przegrany        | Punkty karne |
| ------------ | ------------- | -------------------- | ---------------- | ------------ |
| 2            | Erik Malmberg | położenie na łopatki | Gerolamo Quaglia | 6            |
| 1            | Voldemar Väli | wolny los            | bye              | bye          |

### Runda siódma
| Punkty karne | Zwycięzca     | Wynik                | Przegrany     | Punkty karne |
| ------------ | ------------- | -------------------- | ------------- | ------------ |
| 1            | Voldemar Väli | położenia na łopatki | Erik Malmberg | 5            |

### Klasyfikacja końcowa
| Pozycja | Zawodnik             | Narodowość       |
| ------- | -------------------- | ---------------- |
| złoto   | Voldemar Väli        | Estonia          |
| srebro  | Erik Malmberg        | Szwecja          |
| brąz    | Gerolamo Quaglia     | Włochy           |
| 4.      | Károly Kárpáti       | Węgry            |
| 5.      | Ernst Steinig        | Niemcy           |
| 6.      | Aage Meyer           | Dania            |
| 6.      | Saim Arıkan          | Turcja           |
| 6.      | Aleksanteri Toivola  | Finlandia        |
| 9.      | Ali Kamil            | Królestwo Egiptu |
| 9.      | František Kratochvíl | Czechosłowacja   |
| 9.      | Jaak Dillen          | Belgia           |
| 9.      | Ricardo Rey          | Argentyna        |
| 9.      | Benjamin Araújo      | Portugalia       |
| 14.     | Ludwig Schlanger     | Austria          |
| 14.     | Martin Egeberg       | Norwegia         |
| 14.     | Leon Mazurek         | Polska           |
| 14.     | Isidor Bieri         | Szwajcaria       |
| 14.     | Roger Mollet         | Francja          |
| 14.     | Johannes Nolten, Jr. | Holandia         |
| 20.     | Iso Milovančev       | Królestwo SHS    |